# Callionymus tethys
Callionymus tethys är en fiskart som beskrevs av Fricke, 1993. Callionymus tethys ingår i släktet Callionymus och familjen sjökocksfiskar. Inga underarter finns listade.